# Colombier-le-Cardinal
Pour les articles homonymes, voir Colombier.
Colombier-le-Cardinal est une commune française, située dans le département de l'Ardèche en région Auvergne-Rhône-Alpes.

## Géographie

### Situation et description

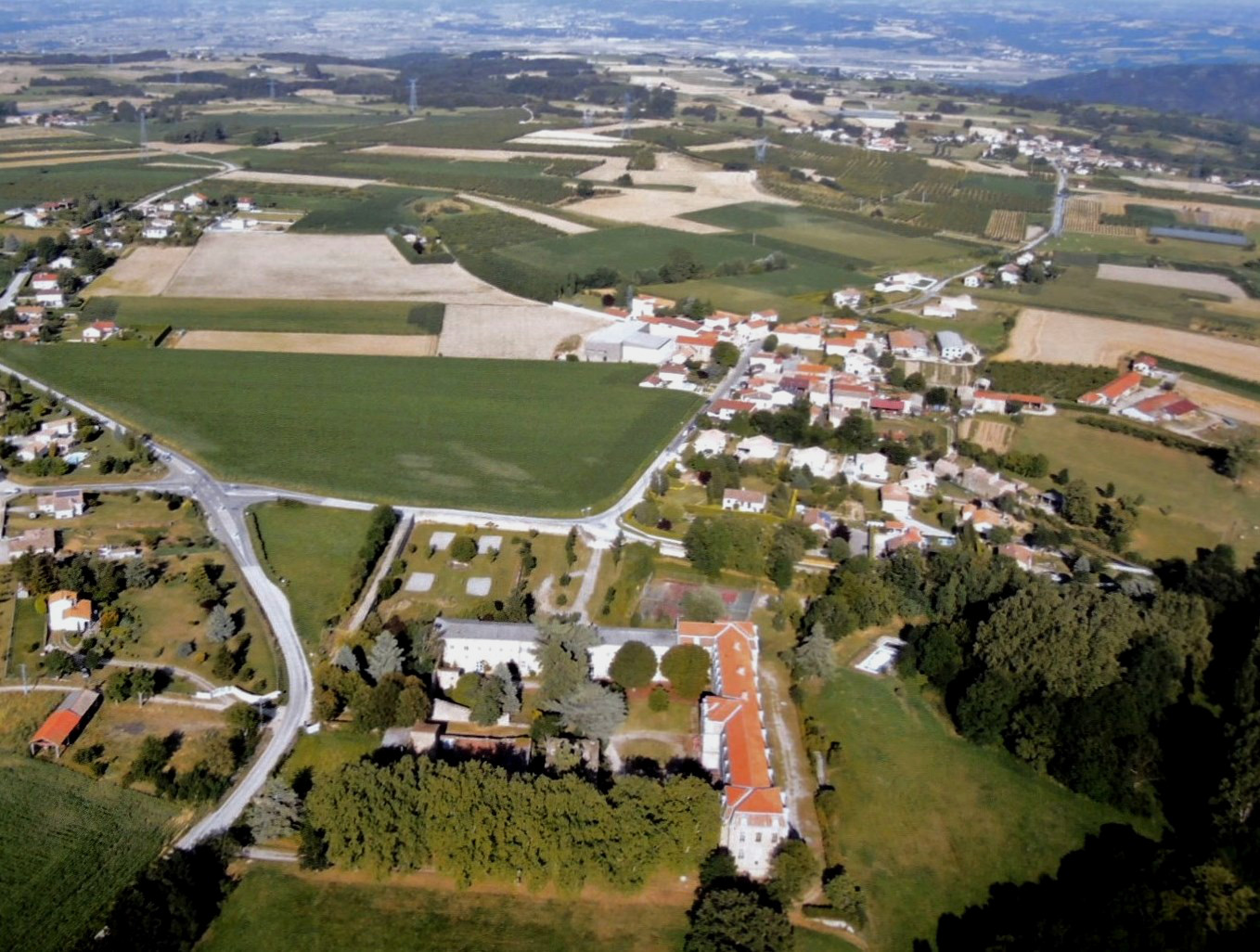
Un habitat réparti sur deux pôles principaux (à droite et au fond à droite). Au premier plan, le château des Célestins.

La commune étend ses 2,5 km2 sur une partie fertile du plateau nord-ardéchois. Son nom lui vient du château construit, à l'ouest du village, par le cardinal Bertrand de Colombier. Sa population se partage sur deux sites : au village, près de l'église et de la mairie ; et plus à l'est dans le groupe de hameaux Barlet, les Perrines, Gagnère, les Rivattes.

### Climat
Pour des articles plus généraux, voir Climat d'Auvergne-Rhône-Alpes et Climat de l'Ardèche.
En 2010, le climat de la commune est de type climat méditerranéen altéré, selon une étude du CNRS s'appuyant sur une série de données couvrant la période 1971-2000. En 2020, Météo-France publie une typologie des climats de la France métropolitaine dans laquelle la commune est dans une zone de transition entre le climat de montagne et le climat méditerranéen et est dans une zone de transition entre les régions climatiques « Moyenne vallée du Rhône » et « Sud-est du Massif Central ».
Pour la période 1971-2000, la température annuelle moyenne est de 11,2 °C, avec une amplitude thermique annuelle de 17,2 °C. Le cumul annuel moyen de précipitations est de 841 mm, avec 8 jours de précipitations en janvier et 5,8 jours en juillet. Pour la période 1991-2020, la température moyenne annuelle observée sur la station météorologique de Météo-France la plus proche, « Peaugres Rad », sur la commune de Peaugres à 2 km à vol d'oiseau, est de 12,3 °C et le cumul annuel moyen de précipitations est de 752,5 mm,. Pour l'avenir, les paramètres climatiques de la commune estimés pour 2050 selon différents scénarios d'émission de gaz à effet de serre sont consultables sur un site dédié publié par Météo-France en novembre 2022.

## Urbanisme

### Typologie
Au 1er janvier 2024, Colombier-le-Cardinal est catégorisée commune rurale à habitat dispersé, selon la nouvelle grille communale de densité à 7 niveaux définie par l'Insee en 2022.
Elle est située hors unité urbaine. Par ailleurs la commune fait partie de l'aire d'attraction d'Annonay, dont elle est une commune de la couronne,. Cette aire, qui regroupe 37 communes, est catégorisée dans les aires de 50 000 à moins de 200 000 habitants,.

### Occupation des sols
L'occupation des sols de la commune, telle qu'elle ressort de la base de données européenne d’occupation biophysique des sols Corine Land Cover (CLC), est marquée par l'importance des territoires agricoles (67,1 % en 2018), en diminution par rapport à 1990 (76,4 %). La répartition détaillée en 2018 est la suivante : 
zones agricoles hétérogènes (46,7 %), forêts (23,6 %), prairies (16,6 %), zones urbanisées (9,3 %), terres arables (3,8 %).
L'évolution de l’occupation des sols de la commune et de ses infrastructures peut être observée sur les différentes représentations cartographiques du territoire : la carte de Cassini (XVIIIe siècle), la carte d'état-major (1820-1866) et les cartes ou photos aériennes de l'IGN pour la période actuelle (1950 à aujourd'hui).

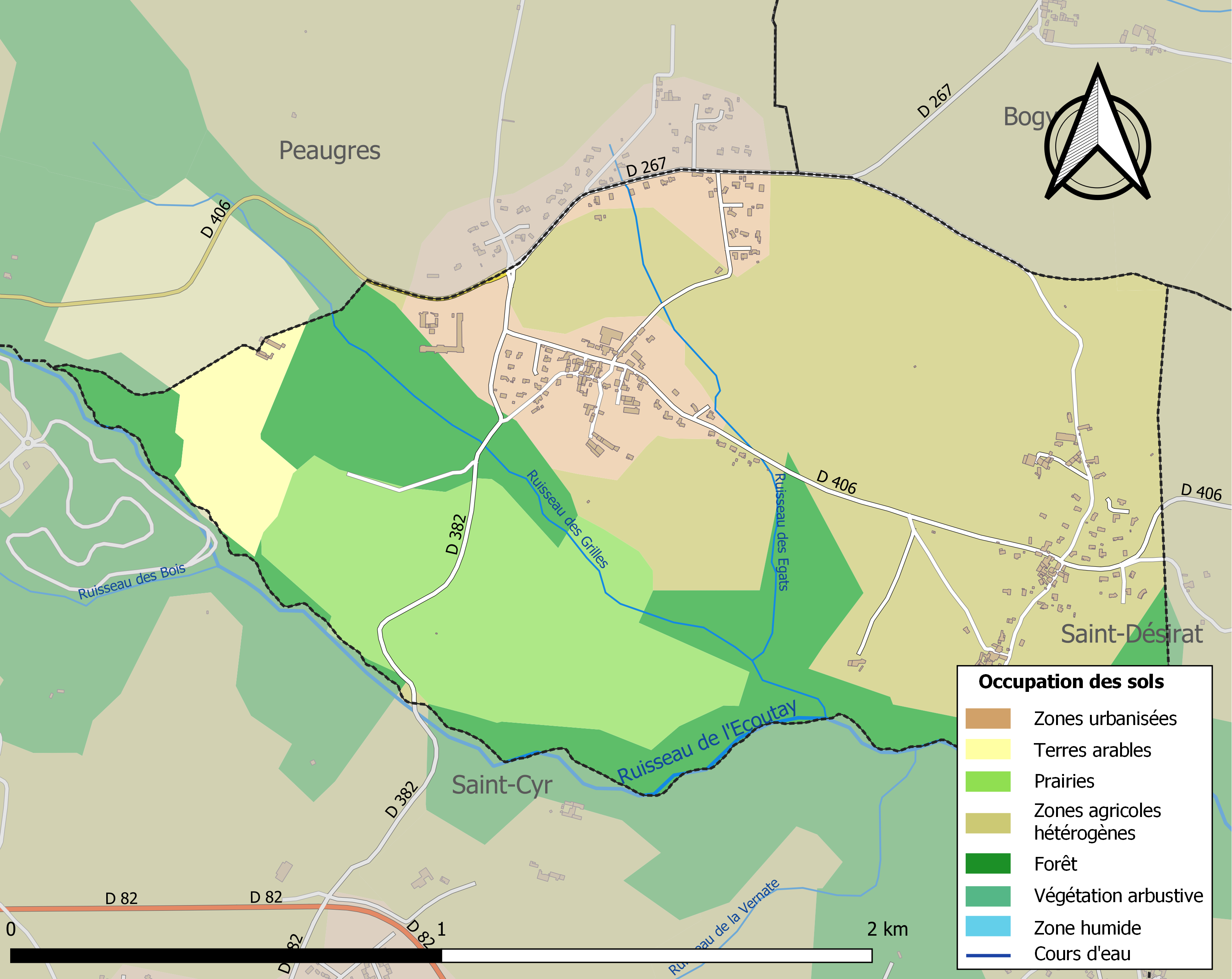
Carte des infrastructures et de l'occupation des sols de la commune en 2018 (CLC).

## Histoire
Faute de textes écrits et de traces archéologiques particulières, les origines de Colombier-le-Cardinal restent mystérieuses. Le village et ses hameaux ont dû peu à peu se former au gré des défrichements agricoles du plateau.
Le nom de Colombier est entré dans l'histoire écrite en même temps que la famille Bertrand de Colombier dont deux membres sont devenus de riches cardinaux. Le second, né en 1299, s'était fait construire un château à Colombier à partir de 1339, mais, en 1361, il l'a fait transformer en couvent pour des religieux Célestins. Le monastère a eu l'avantage de pouvoir gérer les paroisses environnantes, jusqu'à sa fermeture pour cause de décadence en 1778.
L'histoire de la commune commence par sa création en 1790. Celle de la paroisse débute en 1872 par la construction de son église et d'un presbytère, après avoir été dépendante de Saint-Cyr puis de Peaugres. Une population de près de 300 habitants était recensée après la Révolution. Elle a diminué ensuite jusqu'à un minimum de 140 en 1975. L'installation de villas l'a fait remonter en 2015 à 300 habitants.

## Politique et administration

### Liste des maires
| Période                                  | Période                   | Identité                                          | Étiquette | Qualité          |
| ---------------------------------------- | ------------------------- | ------------------------------------------------- | --------- | ---------------- |
| av.1870                                  | ?                         | Barthélémy René Barou de la Lombardière de Canson |           | Propriétaire     |
| Les données manquantes sont à compléter. |                           |                                                   |           |                  |
| 1983                                     | 1995                      | Marc Cherpin                                      |           |                  |
| mars 1995                                | juillet 2005              | Gilles Allemand                                   |           |                  |
| juillet 2005                             | mars 2008                 | Françoise Coillet                                 |           |                  |
| mars 2008                                | En cours (au 6 août 2020) | Olivier de Lagarde,                               | DVD       | Agent immobilier |

## Population et société

### Démographie
L'évolution du nombre d'habitants est connue à travers les recensements de la population effectués dans la commune depuis 1793. Pour les communes de moins de 10 000 habitants, une enquête de recensement portant sur toute la population est réalisée tous les cinq ans, les populations de référence des années intermédiaires étant quant à elles estimées par interpolation ou extrapolation. Pour la commune, le premier recensement exhaustif entrant dans le cadre du nouveau dispositif a été réalisé en 2004.

En 2022, la commune comptait 335 habitants, en évolution de +20,5 % par rapport à 2016 (Ardèche : +2,48 %, France hors Mayotte : +2,11 %).
| 1793 | 1800 | 1806 | 1821 | 1831 | 1836 | 1841 | 1846 | 1851 |
| ---- | ---- | ---- | ---- | ---- | ---- | ---- | ---- | ---- |
| 272  | 312  | 325  | 327  | 336  | 387  | 340  | 360  | 359  |

| 1856 | 1861 | 1866 | 1872 | 1876 | 1881 | 1886 | 1891 | 1896 |
| ---- | ---- | ---- | ---- | ---- | ---- | ---- | ---- | ---- |
| 312  | 299  | 287  | 255  | 256  | 238  | 247  | 237  | 215  |

| 1901 | 1906 | 1911 | 1921 | 1926 | 1931 | 1936 | 1946 | 1954 |
| ---- | ---- | ---- | ---- | ---- | ---- | ---- | ---- | ---- |
| 200  | 210  | 185  | 165  | 166  | 164  | 178  | 167  | 176  |

| 1962 | 1968 | 1975 | 1982 | 1990 | 1999 | 2004 | 2006 | 2009 |
| ---- | ---- | ---- | ---- | ---- | ---- | ---- | ---- | ---- |
| 160  | 150  | 140  | 146  | 201  | 229  | 252  | 251  | 269  |

| 2014 | 2019 | 2022 | - | - | - | - | - | - |
| ---- | ---- | ---- | - | - | - | - | - | - |
| 271  | 318  | 335  | - | - | - | - | - | - |

Au XIXe et au XXe siècle, la commune a subi fortement le dépeuplement des campagnes. La population a à nouveau augmenté à partir des années 1980, avec l'installation de villas. La plupart des habitants travaillent à l'extérieur, beaucoup à Annonay ou à Davézieux, mais quelques-uns aussi jusqu'à Saint-Étienne, Valence ou Lyon. La commune bénéficie en effet de la proximité des routes de la Vallée. Mais la limitation des périmètres constructibles devrait sans doute freiner ce développement.

### Enseignement

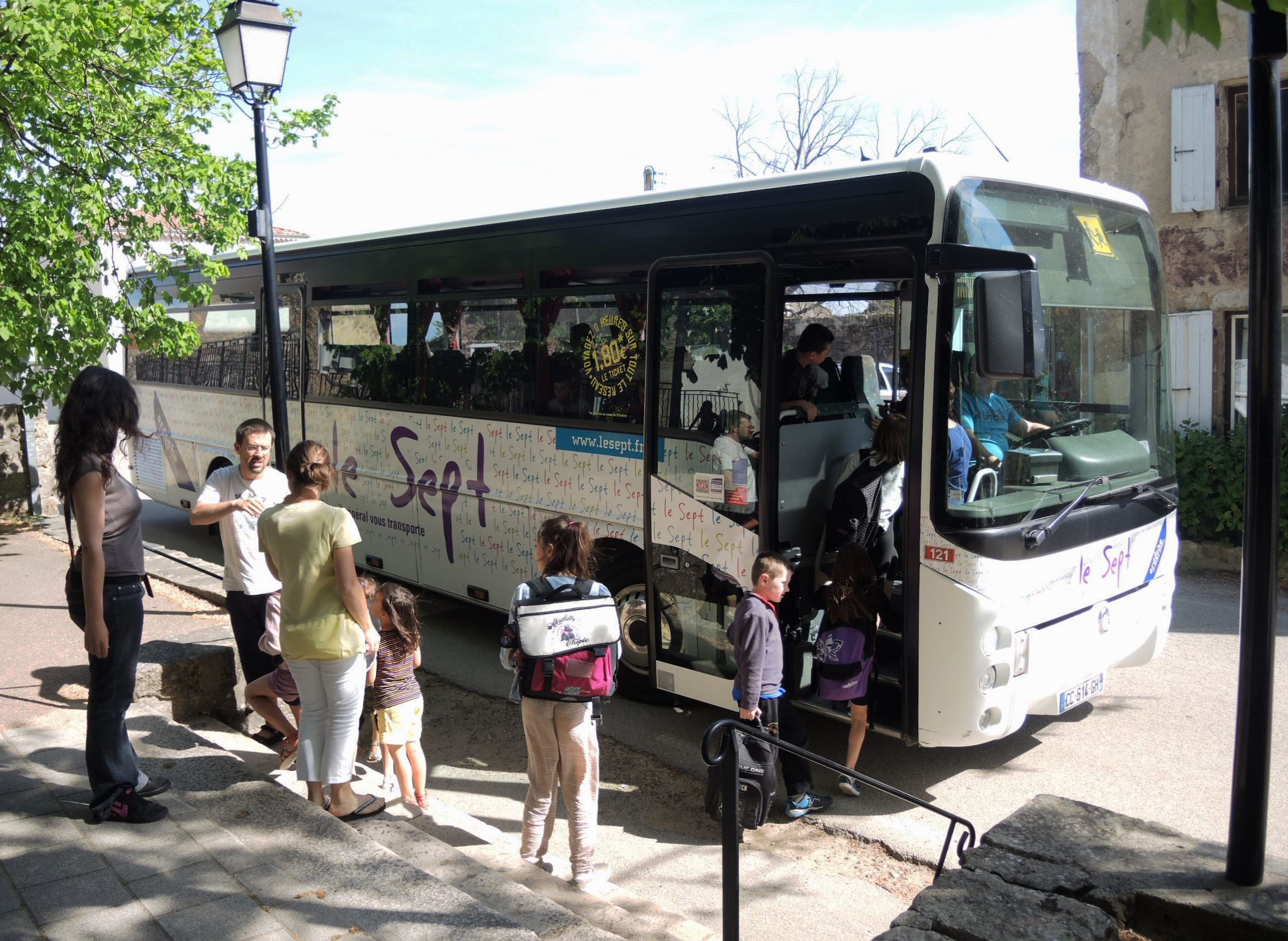
L'enseignement élémentaire est réparti entre deux classes uniques, en partenariat avec Bogy.

Rattachée à l'académie de Grenoble, la commune compte une classe unique CE1-CM2 en partenariat avec la commune voisine de Bogy, qui accueille les maternelles et CP.

### Associations

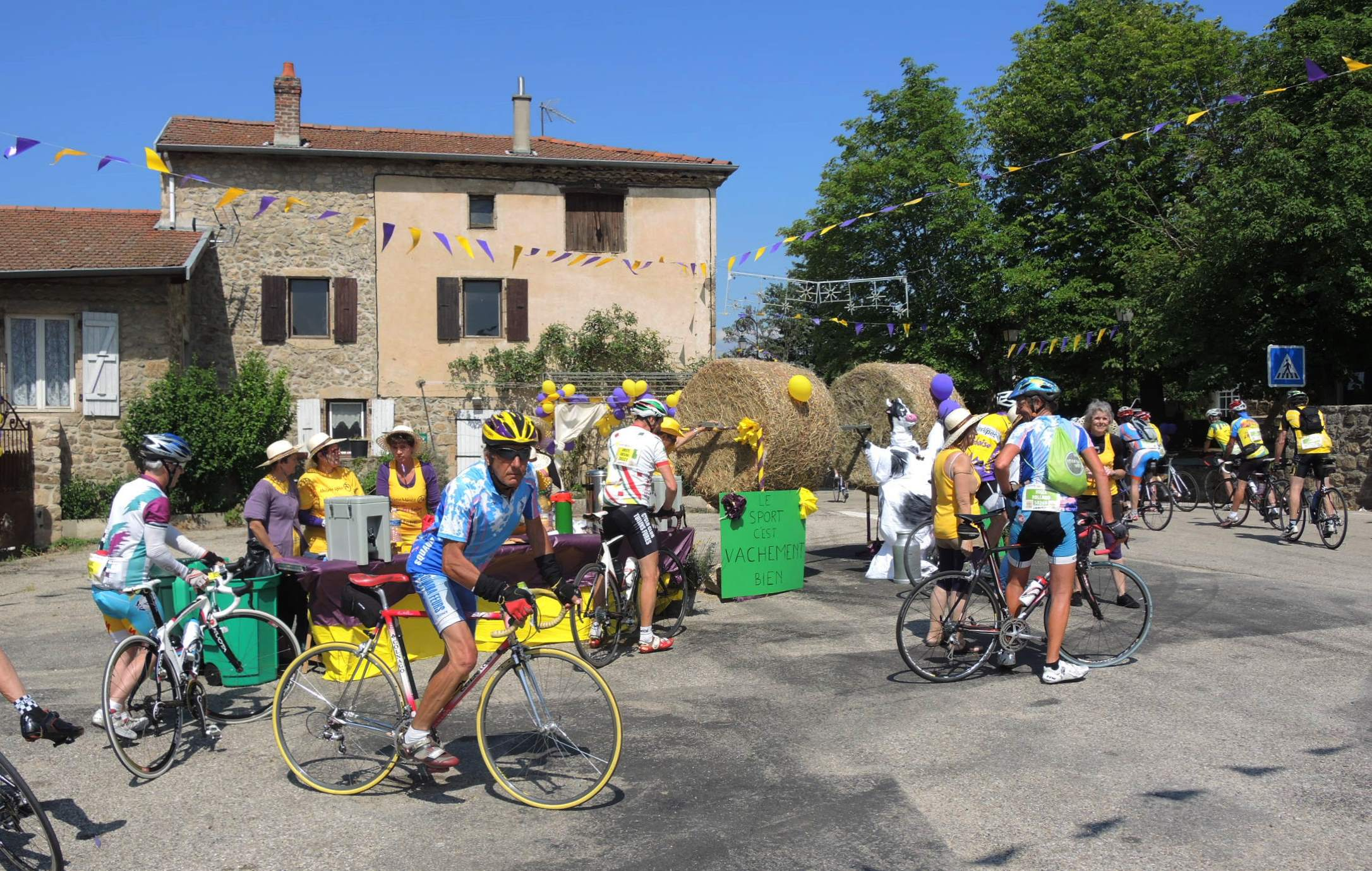
Le passage de l'Ardéchoise, en 2015.

- La commune ne compte que quelques associations purement communales : chasseurs, Union des Jeunes, club du 3e âge, cours de gymnastique, mais au moins une très active « Association Animation Village ».
- Beaucoup d'autres activités ou services sont intercommunaux : écoles et centre d'incendie avec Bogy, loisirs enfants avec Peaugres, école de musique départementale, et services divers au sein de la communauté Vivarhône[1].

L'« Association Animation Village »
Depuis 22 ans, l'« Association Animation Village » organise des rendez-vous festifs réguliers au long de l'année. En janvier, c'est une soirée spectacle autour de la galette. En février, c'est le carnaval des écoliers de Colombier et de Bogy. En mars, c'est la March'à pied, qui rassemble entre 600 et 1 000 marcheurs. Fin mai, c'est la Fête des classes de l'année : les classards font le tour de la commune sur un char décoré au thème qu'ils ont choisi, avant de s'attabler pour un grand dîner dans la salle communale. En juin, l'accueil de l'Ardéchoise a été primé par deux fois. En septembre, l'association organise un vide-greniers dans le parc du château, et parfois aussi une sortie dans la région.

### Manifestations culturelles et festivités
- la March'apied fin mars
- Fêtes des classes en mai
- Accueil de l'Ardéchoise en juin
- Vide-greniers au château en octobre[1]

### Médias
La commune est située dans l'aire de distribution de deux organes de presse régionaux :
- L'Hebdo de l'Ardèche est un journal hebdomadaire français basé à Valence. Il couvre l'actualité de tout le département de l'Ardèche.
- Le Dauphiné libéré est un journal quotidien de la presse écrite française régionale distribué dans la plupart des départements de l'ancienne région Rhône-Alpes, notamment l'Ardèche. La commune est située dans la zone d'édition d'Annonay.

## Culture locale et patrimoine

### Lieux et monuments

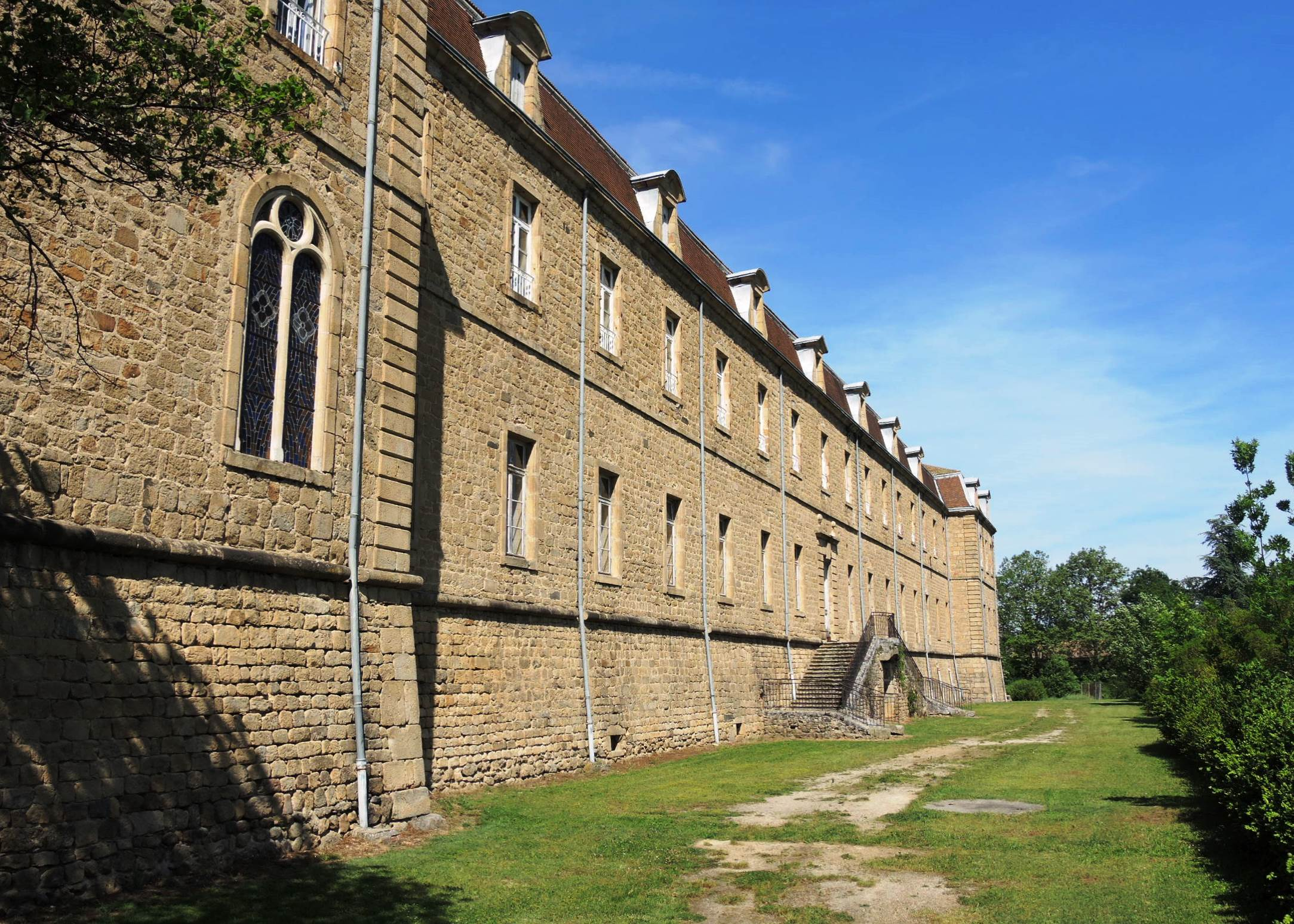
La façade sud est la mieux restaurée.

#### Le château couvent des Célestins
Le château de Colombier-le-Cardinal est lié à la famille Bertrand de Colombier dont deux membres sont devenus de riches cardinaux. Le second, né en 1299, s'était fait construire un château à Colombier à partir de 1339, mais, en 1361, il l'a fait transformer en couvent pour des religieux célestins. Le monastère a eu l'avantage de pouvoir gérer les paroisses environnantes, jusqu'à sa fermeture pour cause de décadence en 1778.

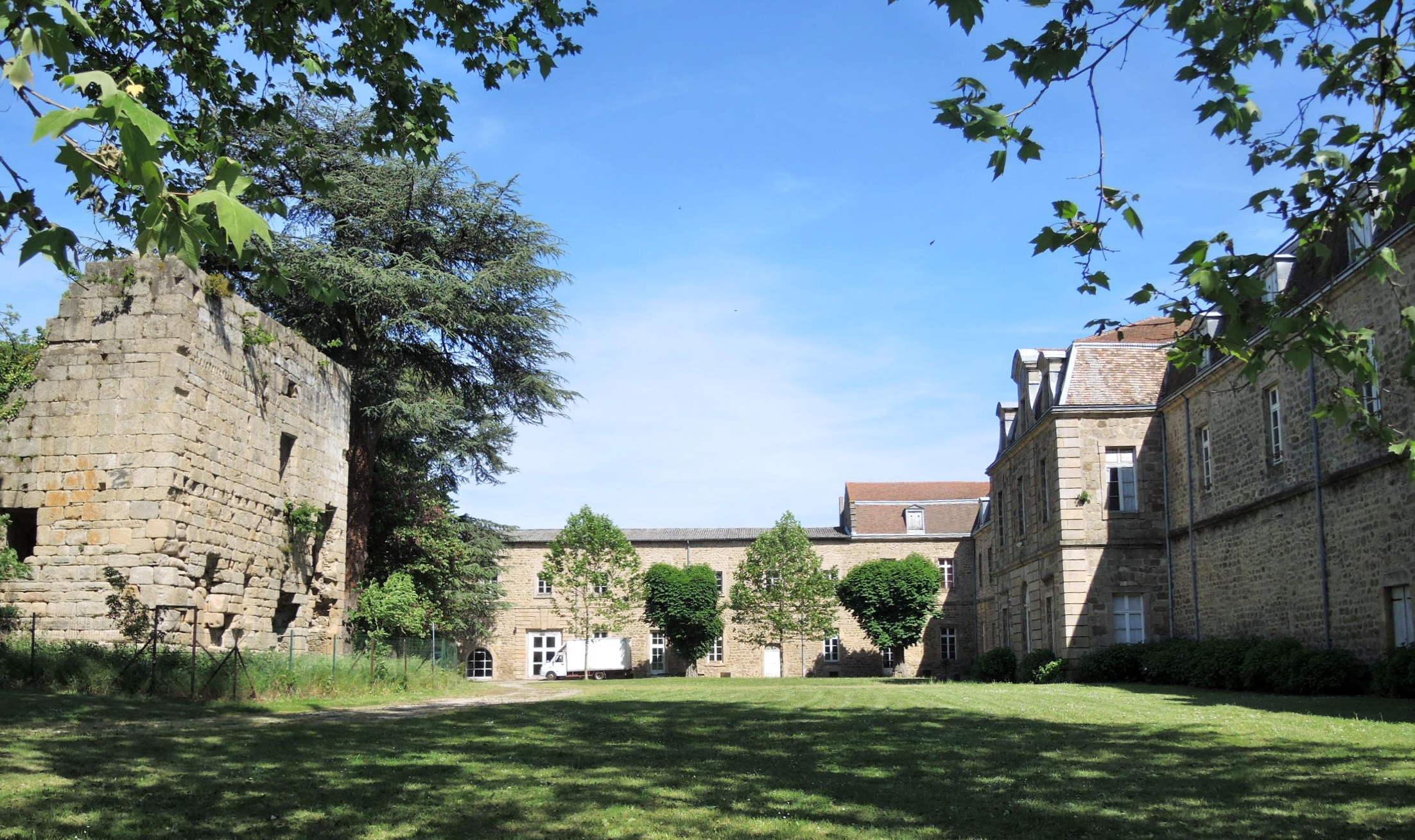
La cour intérieure avec, à gauche, les restes de la tour du XIVe siècle.

La partie la plus ancienne est la tour carrée qui date du XIVe siècle. Les autres bâtiments de cette époque ont été remplacés en 1675 par trois grands bâtiments disposés en U. L'aile sud est la plus remarquable, avec ses 100 mètres de long sur quatre niveaux. Côté terrasse, on peut y découvrir un immense sous-sol voûté sans cloison ni piliers. Le rez-de-chaussée compte deux pièces classées Monuments Historiques : une « salle du Conseil » de plus de 150 m2 dotée d'un remarquable plafond à la française à 5 mètres de hauteur, et l'ancien « Salon à manger » décoré de peintures murales. Le premier étage abritait des chambres de 4 mètres de hauteur. Le deuxième étage abrite des combles mansardés. L'aile Est, tout aussi longue, a été réaménagée en locaux modernes plus fonctionnels: cuisine, réfectoire, salles de réunions, bureaux, chambres… Au nord-ouest, la partie restante de la troisième aile va être réaménagée,.  Classé MH (1963)
- Un site qui cherche repreneur

Depuis sa fermeture en 1778, le monastère des célestins a connu diverses vicissitudes. Racheté aux enchères en 1790, il a été rapidement revendu, puis une filature de coton s’y est installée en 1798. La filature ayant brûlé en 1820, le site a connu un nouveau rachat puis, en 1859, une situation plus durable avec la famille Barou de la Lombardière de Canson qui a restauré notamment l'aile sud. Puis, à partir de 1961, la société Saint-Gobain y a fait un centre de vacances. En 1982, le Département a racheté et en a confié la gestion aux Familles Rurales, mais en 1998, un lourd déficit met fin à l'expérience. Le site est fermé depuis 2008. Sur les 8 000 m2 bâtis, seule la partie « ferme » (au nord-ouest) a été rachetée, par la communauté Vivarhône. En 2015, des ventes de terrain étaient en projet pour la création d'hébergements pour les visiteurs du Safari Parc.

#### L'église

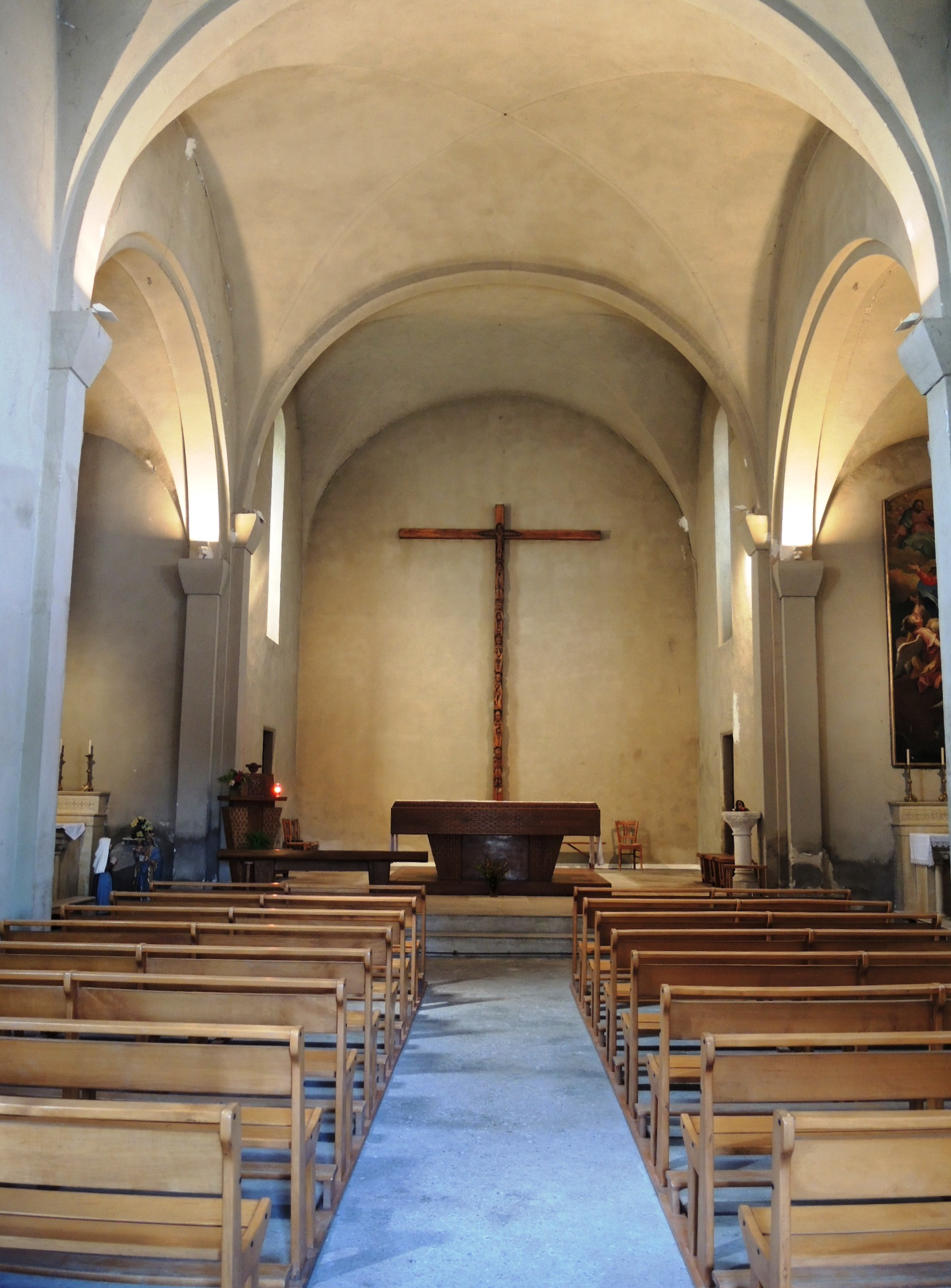
Au fond du chœur, une grande croix de bois d'inspiration africaine d'Afrique.

L'église Notre-Dame de l'Assomption, construite vers 1872, offre un intérieur recueilli avec comme décoration originale une grande croix en bois d'inspiration africaine. Actuellement, elle dépend de la paroisse catholique « Bienheureux Gabriel Longueville » ,.

### Personnalités liées à la commune
- Pierre Bertrand de Colombier (dit l'Ancien), cardinal français né en 1280 à Annonay, fondateur du collège d'Autun, et décédé en 1349.
- Pierre Bertrand de Colombier (dit le Jeune), cardinal français né le 25 mars 1299 à Colombier et décédé près d'Avignon le 13 juillet 1361.

### Héraldique
|  | Colombier-le-Cardinal possède des armoiries dont l'origine et le blasonnement exact ne sont pas disponibles. |

### Sources et bibliographie
- articles de François Bassaget dans le Dauphiné libéré du 6 août 2015.
- Michel Faure, Colombier le Cardinal et le château des Célestins, 1987.
- Albin Mazon, Voyage autour d'Annonay, 1901.